# Zawe Ashton
Zawedde Ashton, detta Zawe (Hackney, 25 luglio 1984), è un'attrice britannica.

## Biografia
Zawe Ashton è nata a nel borgo londinese di Hackney nel 1984. È la maggiore di tre figli nati da madre ugandese, Victoria, e padre inglese, Paul Ashton. Ha frequentato la Scuola Teatrale Anna Scher dall'età di sei anni. Suo nonno materno, Paulo Muwanga, è stato Presidente e Primo Ministro dell'Uganda. Dopo essersi unita al National Youth Theatre da adolescente, ha studiato recitazione alla Manchester School of Theatre.
Dal 2019 è legata sentimentalmente all'attore Tom Hiddleston. Nel marzo 2022 la coppia ha annunciato il proprio fidanzamento e nell'ottobre dello stesso anno hanno avuto un figlio insieme.

## Carriera
Ha cominciato a recitare a teatro facendo il suo debutto al Globe Theatre in Otello (2007), a cui sono seguite diverse apparizioni teatrali al Royal Court Theatre di Londra. Parallelamente all'attività sulle scene, ha recitato anche in soap opere e serie TV come Hoby City, Casualty, Sherlock e Doctor Who.
Nel maggio 2010, Ashton è stato citata come uno dei "55 volti del futuro" dal numero Young Hollywood della rivista Nylon. Nell'ottobre 2012, è stata insignita del premio "Ultimate Newcomer" dalla rivista Cosmopolitan ai premi Women of the Year. Nel novembre 2012 Ashton ha ricevuto il Creative Diversity Network Award per la sua interpretazione del ruolo di Vod nella serie Fresh Meat. Nel 2013, Ashton ha vinto uno Screen Nation Award per la performance femminile per il fim Dreams of a Life.
Nel 2016 è tornata sulle scene londinesi con Le serve di Jean Genet ai Trafalgar Studios con Uzo Aduba. Nello stesso anno ha recitato in Animali notturni con Jake Gyllenhaal ed Amy Adams. Nel 2019 è di nuovo a teatro con Tradimenti di Pinter, accanto a Tom Hiddleston e Charlie Cox, in scena a Londra e Broadway.
Nel 2023 ha ottenuta la parte della villain Dar-Benn nel film del Marvel Cinematic Universe The Marvels.

## Filmografia parziale

### Cinema
- St.Trinian's 2 - La leggenda del tesoro segreto (St Trinian's 2 - The Legend of Fritton's Gold), regia di Oliver Parker (2009)
- Blitz, regia di Elliott Lester (2011)
- Animali notturni (Nocturnal Animals), regia di Tom Ford (2016)
- Greta, regia di Neil Jordan (2018)
- Velvet Buzzsaw, regia di Dan Gilroy (2019)
- Mr. Malcolm's List - La lista del signor Malcolm (Mr. Malcolm's List), regia di Emma Holly Jones (2022)
- The Marvels, regia di Nia DaCosta (2023)

### Televisione
- Holby City - serie TV, 1 episodio (2003)
- Metropolitan Police - serie TV, 1 episodio (2008)
- Casualty - serie TV, 1 episodio (2009)
- Sherlock - serie TV, 1 episodio (2010)
- Misfits - serie TV, 1 episodio (2010)
- Fresh Meat - serie TV, 30 episodi (2011-2016)
- Doctor Who - serie TV, 1 episodio (2014)
- Wanderlust - serie TV, 5 episodi (2018)
- The Handmaid's Tale - serie TV, 3 episodi (2021)

## Teatro

### Attrice
- Otello di William Shakespeare. Shakespeare's Globe di Londra (2007)
- Il rinoceronte di Eugène Ionesco. Royal Court Theatre di Londra (2007)
- La piromane di Max Frisch. Royal Court Theatre di Londra (2007)
- La Cage di Deborah Gearing. Nuffield Theatre di Southampton (2007)
- Gone Too Far! di Bola Agbaje. Royal Court Theatre di Londra (2008)
- The Front Line di Ché Walker. Shakespeare's Globe di Londra (2008)
- All The Little Things We Crushed di Joel Horwood. Almeida Theatre di Londra (2009)
- This Wide Night di Chloë Moss. Soho Theatre di Londra (2009)
- Salomè di Oscar Wilde. Curve Theatre di Leicester (2010)
- Here di Michael Frayn. Rose Theatre Kingston di Londra (2012)
- Splendour di Abi Morgan. Donmar Warehouse di Londra (2015)
- Le serve di Jean Genet. Donmar Warehouse di Londra (2016)
- Tradimenti di Harold Pinter. Harold Pinter Theatre di Londra, Bernard B. Jacobs Theatre di Broadway (2019)

### Drammaturga
- The Children's Monologues. Old Vic e Royal Court Theatre di Londra (2010)
- The Hardest Rain. Old Vic di Londra (2018)
- For All the Women Who Thought They Were Mad. Soho Repertory Theatre dell'Off-Broadway (2019)

## Doppiatrici italiane
Nelle versioni in italiano delle opere in cui ha recitato, Zawe Ashton è stata doppiata da:
- Giulia Catania in Doctor Who
- Francesca Manicone in Blitz
- Benedetta Degli Innocenti in Animali notturni
- Gianna Gesualdo in Greta
- Cristiana Rossi in Wanderlust
- Guendalina Ward in Velvet Buzzsaw
- Beatrice Caggiula in Mr. Malcolm's List - La lista del signor Malcolm
- Mattea Serpelloni in The Marvels